# Мартиросян, Ерванд Георгиевич
Ерванд Георгиевич Мартиросян — советский и украинский самбист, чемпион Всесоюзных юношеских игр 1988 года, победитель чемпионата Европы 1994 года в Паневежисе, чемпион (1993) и серебряный призёр (1994) чемпионатов мира. Выступал в первой средней весовой категории (до 82 кг). После распада СССР на соревнованиях представлял Украину. Наставником Мартиросяна был Владимир Кувичко. Мартиросян некоторое время занимал должность вице-президента Луганской федерации самбо и дзюдо.